# Coquillettomyia knabi
Coquillettomyia knabi är en tvåvingeart som beskrevs av Ephraim Porter Felt 1912. Coquillettomyia knabi ingår i släktet Coquillettomyia och familjen gallmyggor.
Artens utbredningsområde är Costa Rica. Inga underarter finns listade i Catalogue of Life.